# Взаємне навчання
Взаємне навчання, взаємонавчання (англ. mutual (monitorial) education) — метод групового навчання, при якому кожен з учнів або студентів допомагає своїм товаришам засвоїти ті знання й уміння, якими він найбільш успішно оволодів; спосіб організації навчальних занять, коли більш підготовлені учні під керівництвом педагога навчають своїх товаришів. Учитель тоді виступає як спостерігач та інструктор. Може спонтанно виникати між дітьми різного віку та рівня знань.
Белл-ланкастерська система — система організації та методів навчання в початковій школі, при якій старші учні і ті, які добре вчаться, були помічниками вчителя й під його керівництвом вели заняття з рештою учнів. Назва (англ. Bell-Lancasterian system of mutual education) походить від імен англійських педагогів  А. Белла  та Дж. Ланкастера, які незалежно один від одного розробляли схожий метод навчання.
Застосування Ланкастерської системи вбачають у корпоративному навчанні, під яким розуміють підвищення кваліфікації та отримання нових навичок співробітниками однієї компанії.

## Історія
Метод відомий із найдавніших часів. Його застосовували в середньовіччі у школах Європи та Азії, у епоху Відродження (наприклад, у гімназії Йоганна Штурма).
На основі ідеї була детально розроблена англійським священником А. Беллом, вчителем Дж. Ланкастером відповідна навчальна система (белл-ланкастерська система). Вперше застосована в Індії, наприкінці 18 сторіччя — в Англії, на початку 19 сторіччя поширилась у деяких інших країнах (Данії, Греції, Іспанії, Італії, Португалії, Франції тощо). У Російській імперії взаємне навчання запровадили в деяких церковно-парафіяльних школах та військових училищах. У 1818 році декабрист Орлов М. Ф. відкрив школу зі взаємним навчанням у Києві. Навчання при такій системі мало формально-догматичний характер.
Взаємне навчання є одним з компонентів освітньої моделі концентрації на особистість запропонованої Карлом Роджерсом, яка є частиної гуманістичної педагогіки.
У сучасній освіті поширення набула «парна технологія навчання» як різновид взаємного навчання (засновник — Ж. Жирар, 1804). Ідея взаємного навчання поширилася в 21 сторіччі й у межах навчання у співпраці. Взаємне навчання пропонують для активного використання у НУШ.

## Переваги та недоліки
Переваги взаємного навчання: 
- пояснення матеріалу школярами/студентами на доступному рівні;
- самостійне розв'язання проблем учнями;
- усунення внутрішнього напруження школярів, страху невдалої відповіді;
- заохочення самоосвіти[3].

Недоліки взаємного навчання: 
- відсутність у учнів/студентів необхідних педагогічних знань і умінь[3];
- нехтування поділом молодших школярів на групи відповідно до їх віку й рівня підготовки;
- обмеження контактів молодших школярів зі вчителем[6].

Проте така система актуальна при організації масової освіти, особливо у школах для бідних та в умовах нестачі вчителів (дозволяла навчати кілька сотень учнів одночасно), а також як допоміжна форма навчання.
Також деякі форми спільного (групового) навчання дають змогу розвивати взаємне навчання через організацію роботи шкільних засобів масової інформації (газети, радіо), ради учнів, розробку проєктів. Переваги добре організованої системи полягають у поєднанні індивідуалізації та колективної партикуляції, наявності груп як однорідних за характером, інтересами, так і різнорідних.